# Плія
Плія (ест. Pliia), також Пліа, Пліія, Сахаріно, Піїла — село в Естонії, входить до складу волості Меремяе, повіту Вирумаа.